# Progonia luctuosa
Progonia luctuosa är en fjärilsart som beskrevs av George Francis Hampson 1902. Progonia luctuosa ingår i släktet Progonia och familjen nattflyn. Inga underarter finns listade i Catalogue of Life.